# Людас Румбутіс
Людас Румбутіс (лит. Liudas Rumbutis / біл. Людас Іонавіч Румбуціс; нар. 24 листопада 1955, Тельшяй, Литовська РСР) — радянський та білоруський футболіст і тренер литовського походження, виступав на позиції півзахисника. Майстер спорту СРСР (1980).

## Життєпис
Народився 24 листопада 1955 року в місті Тельшяй. Займатися футболом почав у місцевій ДЮСШ (перший тренер — Міндаугас Собецькас), яку закінчив у 1971 році. «Жальгіріс» Вільнюс (1974-1975) став першим професіональним клубом Румбутіса, потім перейшов до мінського «Динамо» (1976-1986), де завершив кар'єру гравця.
За радянських часів здобув звання майстра спорту. Став чемпіоном СРСР у 1982 році, здобув бронзу в 1983 році. У вищій лізі чемпіонатів СРСР провів 137 матчів та відзначився 3-ма голами.
У 1983 році Румбутіс закінчив БДУФК. Після завершення футбольної кар’єри з 1987 року тренував «Динамо-Берестя», а потім тренував «Зміну» (Мінськ), «Молодечно», «Динамо-93» (Мінськ), «Білшина» (Бобруйськ), «Даріда» та «Німан» (Гродно). Працював асистентом головного тренера збірної Литви.
З 1999 по липень 2000 року Румбутіс працював другим тренером національної збірної Литви. У різний час обіймав посаду спортивного директора в мінських клубах «Динамо» та «Партизан».
У лютому 2017 року призначений головним тренером молодіжної збірної Білорусі. Під його керівництвом команда 1996 року народження і молодша не змогла потрапити на чемпіонат Європи 2019 року, зайнявши четверте місце у відбірковій групі. У листопаді 2018 року залишив посаду тренера національної збірної.